# 半帶普提魚
半帶普提魚，又稱半帶狐鯛，為輻鰭魚綱鱸形目隆頭魚亞目隆頭魚科的其中一種，被IUCN列為易為保育類動物，分布於東大西洋區，包括亞速群島、維德角群島、加那利群島及馬德拉群島海域，棲息深度20-200公尺，體長可達19公分，棲息在岩石底質海域，生活習性不明，可作為食用魚。

## 擴展閱讀
維基物種上的相關：半帶普提魚